# Szybowiec

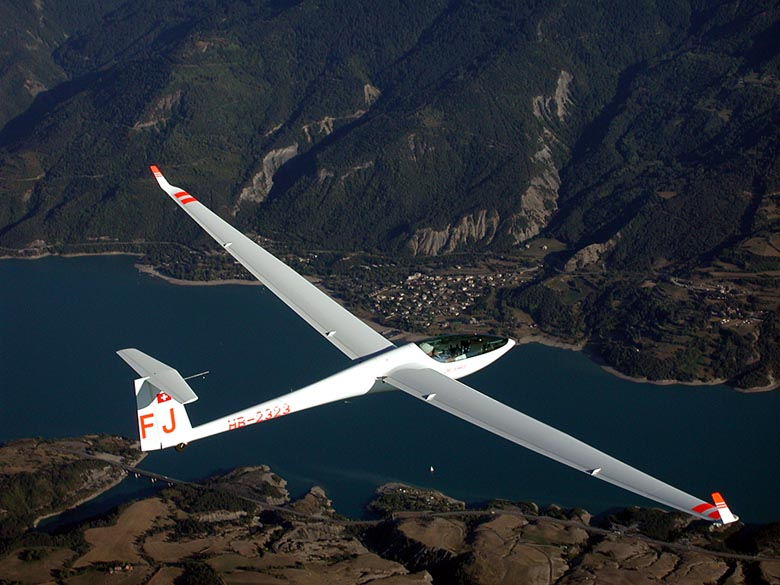
Szybowiec DG-800 w locie

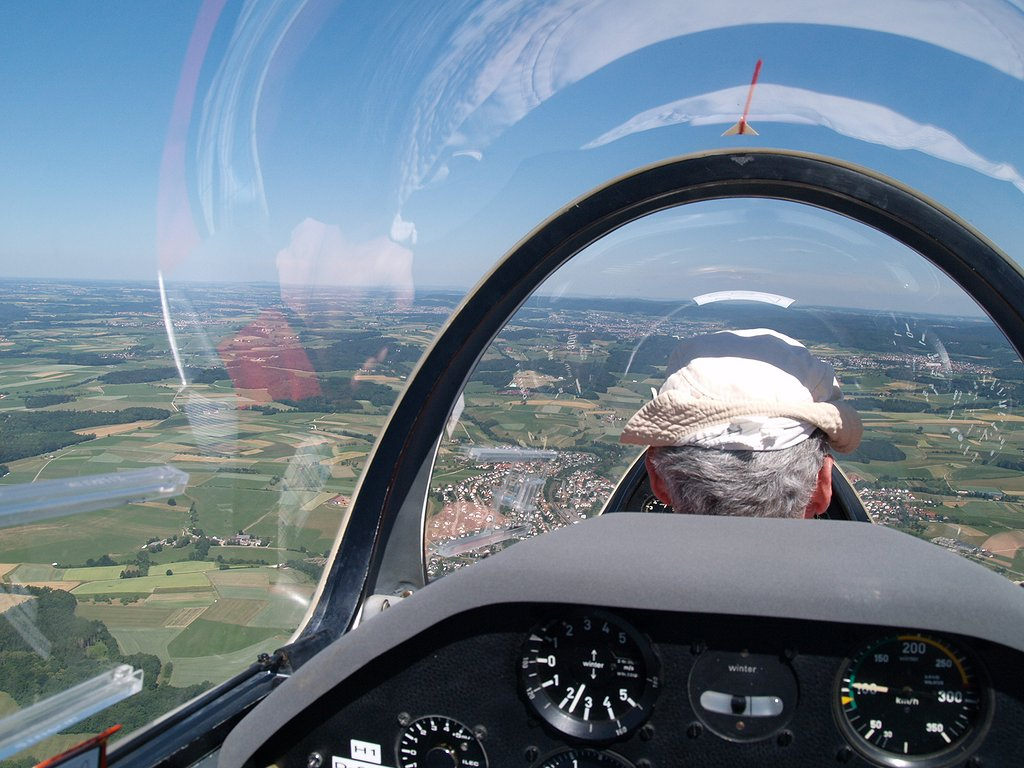
Widok z kabiny szybowca (dwumiejscowego) w locie

Szybowiec – statek powietrzny cięższy od powietrza (aerodyna), o stałych powierzchniach nośnych, zdolny do długotrwałego lotu ślizgowego bez użycia własnego napędu. Nie jest napędzany silnikiem, a uzyskuje swoją siłę nośną w locie głównie na skutek zjawisk aerodynamicznych występujących na jego powierzchniach, pozostających w niezmiennym położeniu podczas ustalonych warunków lotu.

## Informacje ogólne
Podobnie jak samolot, szybowiec utrzymuje się w powietrzu dzięki sile nośnej powstającej na jego skrzydłach proporcjonalnie do jego prędkości względem powietrza. Odmiennie od samolotu, nie posiada on własnego napędu, dzięki któremu mógłby on kontynuować lot bez utraty wysokości względem masy powietrza, w której się porusza.
Z tego względu, w celu umożliwienia jak najdłuższego pozostawania w powietrzu, a co za tym idzie, jak największego zasięgu, w konstrukcji szybowców dąży się do uzyskiwania jak najwyższej doskonałości aerodynamicznej poprzez stosowanie dużych wydłużeń skrzydeł oraz minimalizację źródeł szkodliwego oporu aerodynamicznego.
Start szybowca odbywa się najczęściej dzięki wykorzystaniu wyciągarki lub samolotu holującego. Na niektórych szybowiskach górskich możliwe jest również rozpędzanie szybowców do startu przy pomocy lin gumowych lub poprzez taką lokalizację miejsca startu, że przy sprzyjających warunkach, szybowiec może osiągnąć prędkość wystarczającą do samodzielnego lotu poprzez stoczenie się w dół zbocza (start grawitacyjny) – były to główne sposoby na rozpoczęcie lotu u początków szybownictwa, z powodzeniem stosowane do dziś (np. w Bezmiechowej). Po osiągnięciu odpowiedniej wysokości pilot szybowca wyczepia linę holowniczą i szybowiec rozpoczyna samodzielny lot.
W spokojnym powietrzu (pozbawionym ruchów pionowych), przy starcie z danej wysokości, czas lotu szybowca ograniczony jest wielkością jego opadania własnego, a zasięg wynika z doskonałości aerodynamicznej. We współczesnych konstrukcjach są to wielkości w okolicach 0,5 m/s dla opadania własnego oraz powyżej 50:1 w odniesieniu do doskonałości.
W celu wydłużenia lotu, a zatem zwiększenia możliwych do uzyskania odległości oraz prędkości lotu, w szybownictwie wykorzystuje się m.in. prądy termiczne, prądy orograficzne oraz noszenia falowe w których szybowiec jest w stanie utrzymywać lub zwiększać swoją wysokość.
W przeciwieństwie do lotni, czy paralotni, do sterowania szybowcem wykorzystywane są powierzchnie sterowe – lotki na skrzydłach oraz ster kierunku i ster wysokości na statecznikach pionowym i poziomym. W dużym uproszczeniu, zmiana położenia wzdłuż osi pionowej (odchylenie) dokonuje się przy pomocy steru kierunku, wzdłuż osi podłużnej (przechylenie) dokonuje się przy pomocy lotek, a wzdłuż osi poprzecznej (pochylenie) dokonuje się przy pomocy steru wysokości. W praktyce, w celu wprowadzenia w zakręt lub zeń wyprowadzenia, stosuje się zsynchronizowane, zgodne wychylenia lotek oraz steru kierunku, a ster wysokości służy do zmiany prędkości powietrznej szybowca. Oprócz powierzchni sterowych, szybowiec jest zwykle wyposażony w hamulce aerodynamiczne, umożliwiające kontrolę kąta podejścia do lądowania. W konstrukcji niektórych szybowców wyczynowych stosuje się również mechanizację skrzydła (klapy).
Istnieje wersja szybowca z silnikiem – jest to motoszybowiec. Przy czym należy rozróżnić typowe motoszybowce, w których silnik oraz śmigło zamontowane są na stałe podobnie jak w samolocie, a właściwości lotne odbiegają znacznie od konwencjonalnych szybowców oraz szybowce, w których silnik jest schowany wewnątrz kadłuba przez większość lotu i wysuwany i uruchamiany tylko w celu uniknięcia lądowania w terenie przygodnym, bądź też w celu uzyskania wysokości startowej (tzw. samostart).

## Budowa

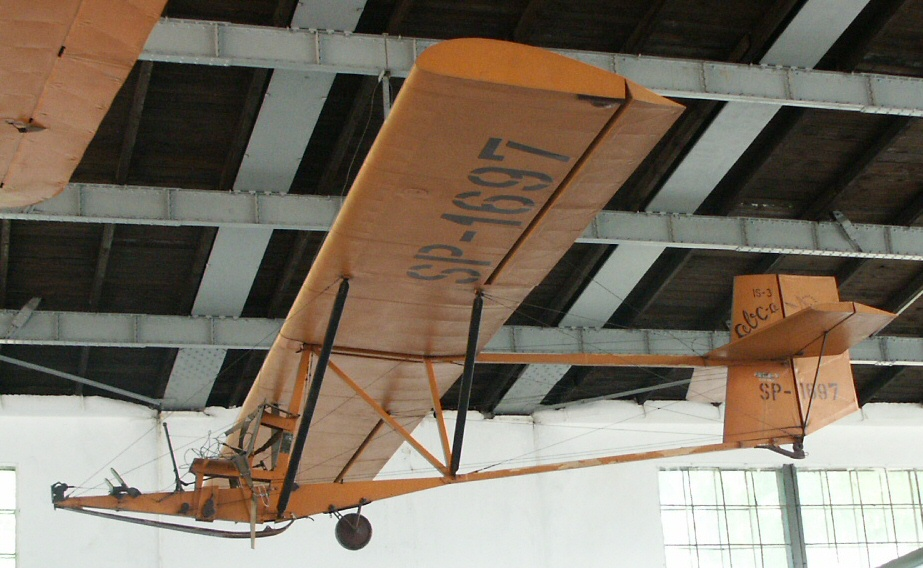
Polski szybowiec IS-3 ABC z kadłubem kratownicowym

Szybowiec zazwyczaj posiada kadłub, skrzydło, statecznik poziomy i pionowy. Znane są przykłady innych konfiguracji (np. układ kaczki), ale nie zdobyły one popularności.
Pierwsze konstrukcje szybowców składały się ze skrzydeł i stateczników z drewnianymi dźwigarami i żebrami powleczonymi płótnem oraz prostego drewnianego kadłuba bez elementów chroniących pilota przed warunkami atmosferycznymi i wypadkami.
Kolejne konstrukcje były bardziej zabudowane. Pojawiły się też szybowce mające pokrycie skrzydeł ze sklejki. Niektóre modele były metalowe, z duraluminium. Obecnie większość szybowców jest robiona z laminatu. Szybowce wysokowyczynowe budowane są (szczególnie skrzydła) z wysokowytrzymałych materiałów jak włókna węglowe, kevlar czy inne aramidy.
Powszechne jest obecnie stosowanie klap dla regulacji zależności siły nośnej (i oporu) od prędkości. Standardowe jest także regulowanie obciążenia powierzchni (nieraz w zakresie rzędu 200%) za pomocą balastu wodnego. Próby zmiany obciążenia powierzchni przy pomocy zmiany geometrii skrzydeł (stosowane w lotnictwie wojskowym) jak dotąd skończyły się niepowodzeniem.
Istotnymi cechami każdego szybowca są takie parametry jak: doskonałość, obciążenie powierzchni, rozpiętość, wydłużenie płata, prędkość minimalna, prędkość dopuszczalna, biegunowa prędkości.

## Przyrządy pokładowe
Szybowce wykorzystują z reguły następujące przyrządy:

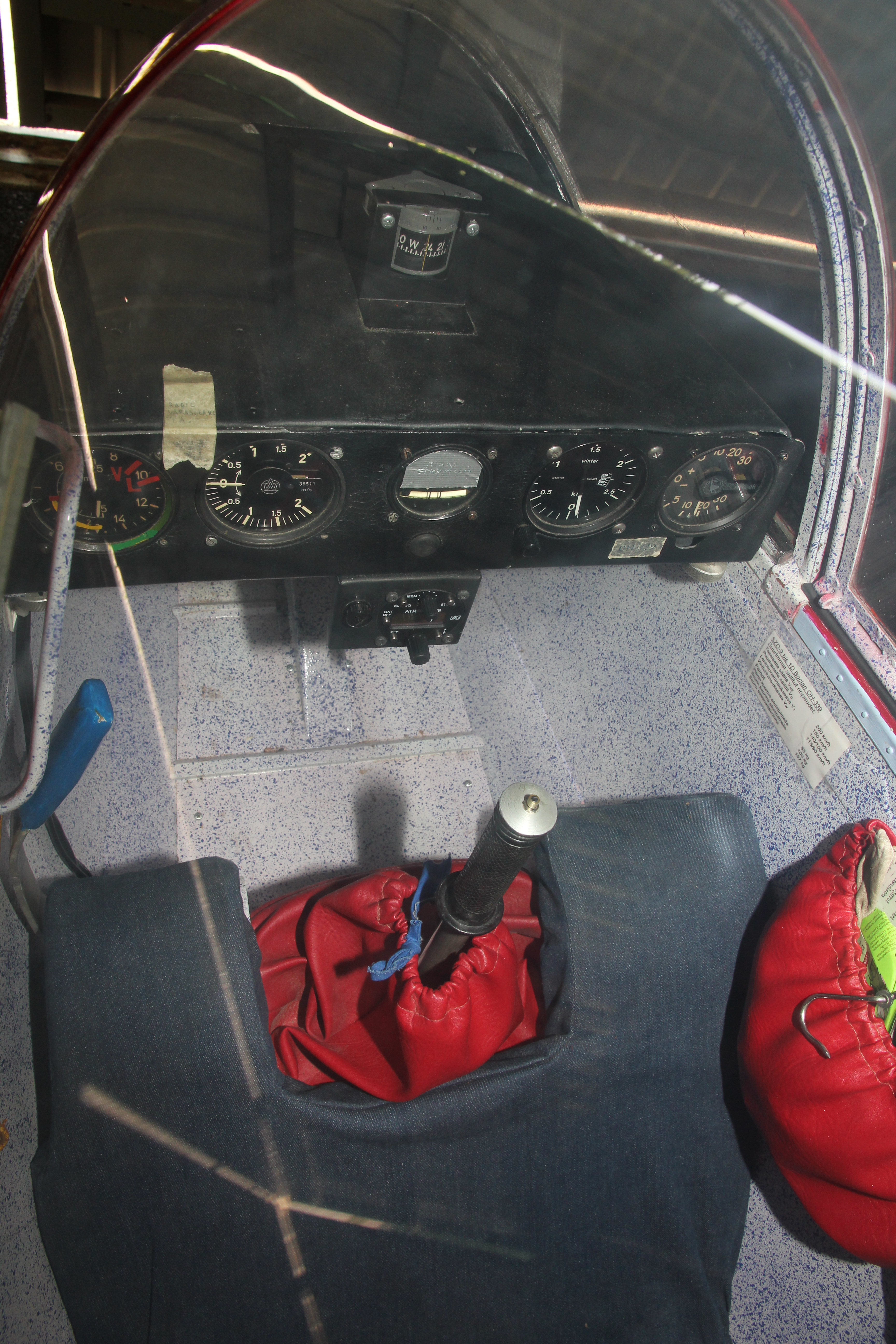
Tablica przyrządów w kabinie szybowca SZD-9 Bocian

- prędkościomierz – konieczny dla kontroli prędkości lotu i utrzymania jej w granicach bezpieczeństwa
- wysokościomierz barometryczny – pozwalający m.in. na ocenę zasobu energii (wysokości) szybowca i zatem oszacowania pozostałego zasięgu lotu
- wariometr energii całkowitej (WEC)[e] – wskazujący szybkość naboru (lub utraty) energii przez szybowiec, czyli umożliwiający lokalizację noszeń (obszarów wznoszącego się powietrza podnoszącego szybowiec)
- wariometr nieskompensowany – wskazujący prędkość pionową (wznoszenia lub opadania) szybowca
- busola
- chyłomierz – pokazujący odchylenie poprzeczne (wartość i kierunek) wypadkowej siły bezwładności i grawitacji działającej na szybowiec od pionowej osi szybowca
- zakrętomierz – wskazujący prędkość (ewentualnego) obrotu szybowca wokół osi pionowej

Przyrządy te stosuje się podobnie jak w pilotażu samolotów (orientacja, nawigacja). Jedynie dla szybowców specyficzny jest wariometr energii całkowitej.
Większość pilotów używa niezależnie od chyłomierza tzw. icka – krótkiego kawałka nitki przyklejonej jednym końcem do osłony kabiny w osi wzroku pilota i wskazującej kierunek opływu powietrza. Icek pozwala na kontrolę prawidłowości lotu podobnie jak chyłomierz, ale nie wymaga odwracania wzroku od tego co dzieje się na zewnątrz szybowca, co jest bardzo istotne dla bezpieczeństwa (kolizje).

### Historia użycia przyrządów
Pierwsze szybowce były używane (w odkrytej kabinie) bez przyrządów. Prędkość oceniano według furkotania nogawek spodni albo gwizdu wiatru na zastrzałach. Nie używano z początku wariometrów. Pozwalało to na szybowanie w górach (gdzie strefy noszeń żaglowych są łatwiej przewidywalne). Po odkryciu noszeń termicznych przez pewien czas w zawodach przewagę mieli piloci stosujący – nieznane dotąd ogółowi – wariometry. Na początku lat 30. XX w. wariometry stały się znane i używane powszechnie. Do lat 50. XX w. pracowano nad udoskonaleniem wariometru energii całkowitej. Następny przełom w instrumentach pokładowych nastąpił dopiero na początku XXI w., z użyciem tzw. „lusterek” – pokładowych komputerów prowadzących nawigację i wyliczających na bieżąco optymalne parametry lotu.

## Osiągi

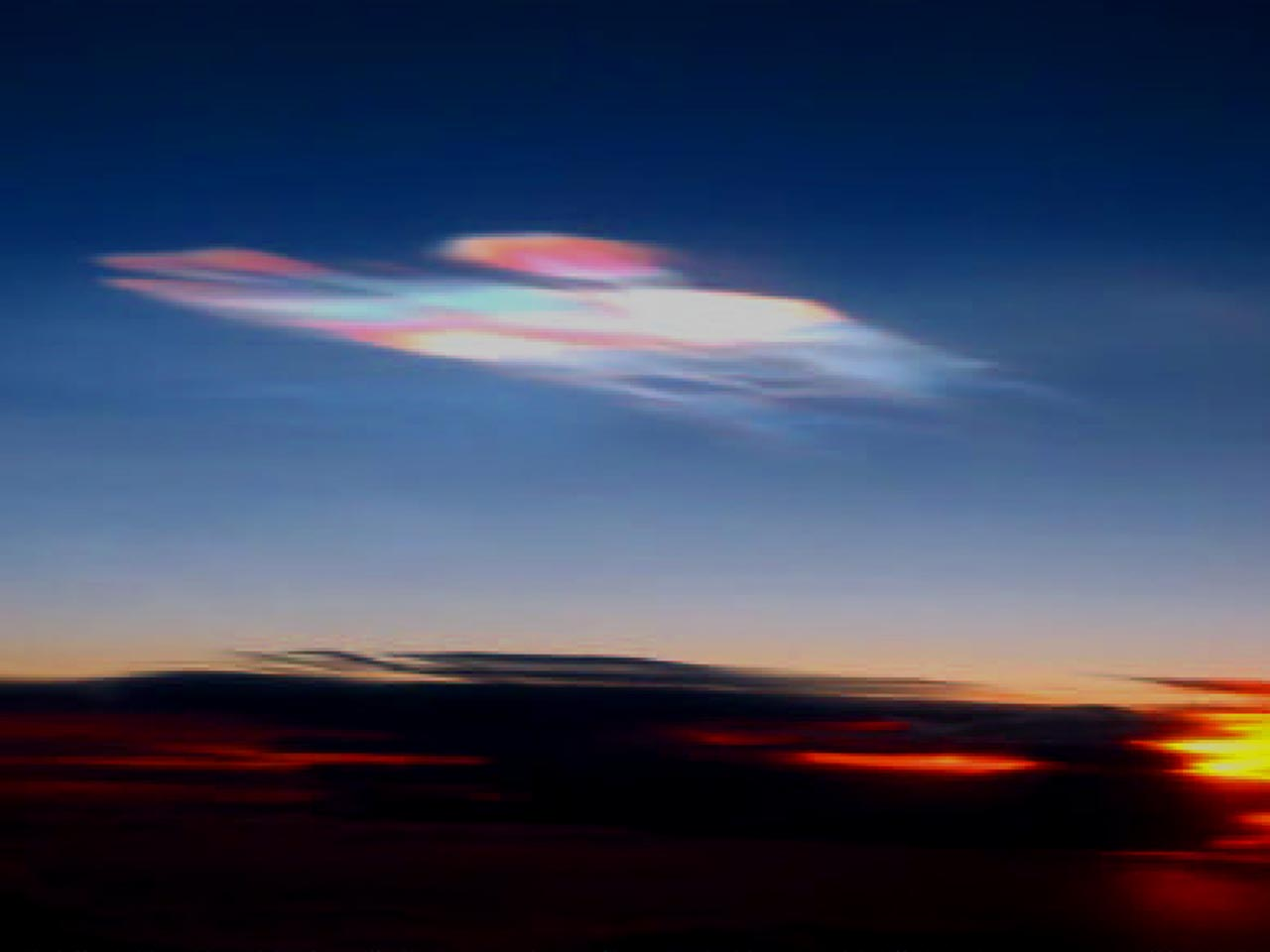
Stratosferyczny obłok nad Islandią, wysokość około 20 km, wskazujący na istnienie wznoszącej fali stratosferycznej, celu projektu Perlan – osiągnięcia szybowcem wysokości do 30 km

Szybowce należą do najdoskonalszych statków powietrznych jeżeli chodzi o gospodarowanie energią. Jednocześnie są projektowane do lotu w warunkach omijanych (brutalne obciążenia) przez dużą część samolotów. Obecne przykładowe osiągi (rekordy) szybowców to:
- przeleciana odległość powyżej 2200 km[k]
- średnia prędkość po zamkniętej trasie długości 500 km powyżej 300 km/h (w górach) i 160 km/h (równiny)
- wspinanie do wysokości lotu powyżej 30 km, w najbliższym czasie podjęta będzie próba wspięcia do środkowej stratosfery realizowana w ramach projektu Perlan[10]
- doskonałość 72[11] (możliwy zasięg 72 km przy opadaniu – w nieruchomym powietrzu – z wysokości 1 km)

## Klasy szybowców
Na potrzeby zawodów szybowce są podzielone (FAI) na następujące klasy:
- Otwarta – maksymalna masa startowa szybowca (razem z pilotem/pilotami, wyposażeniem) poniżej 850 kg, bez innych ograniczeń
- Standard – skrzydła o maksymalnej rozpiętości 15 m, bez klap czy innych (poza lotkami) mechanizacji, dopuszczalny balast wodny, ograniczenie masy startowej do 525 kg
- Klub – tak samo jak Standard, ale bez użycia balastu wodnego (może mieć instalację do stosowania balastu, ale pustą)
- 15 m – rozpiętość do 15 m i masa do 525 kg
- 18 m – rozpiętość do 18 m i masa do 650 kg
- 20 m – dwumiejscowe, rozpiętość do 20 m, masa do 750 kg
- 13,5 m – rozpiętość do 13,5 m, obciążenie powierzchni do 35 kg/m²

Klasa otwarta jest tradycyjnie miejscem wprowadzania nowych (z reguły bardzo kosztownych) konstrukcji i konfrontowania ich w zawodach, pozostałe klasy (może w najmniejszym stopniu Klub) także są nieraz sceną wprowadzania innowacyjnych rozwiązań. Klasa Standard pierwotnie była pomyślana jako kompromis pomiędzy próbą zmniejszenia kosztów opracowania nowych typów szybowców a dążeniem do utrzymania rywalizacji coraz to nowych konstrukcji. Klasa Klub obejmuje szybowce o niższych osiągach (często maszyny „emerytowane” z klasy Standard ze względu na postęp techniczny) i zazwyczaj bezpieczniejsze w użytkowaniu dla mniej doświadczonych pilotów. Aby w sprawiedliwy sposób umożliwić zawody dla różnych maszyn, zawody w klasie Klub uwzględniają tzw. współczynniki (do korekty zdobytych punktów) wiążące się z relatywną jakością różnych szybowców.
W chwili obecnej (2012) wydaje się, że różnice pomiędzy osiągami i konstrukcjami szybowców klas Standard, 15 m, 18 m i otwartą nie są tak wyraźne jak jeszcze niedawno – są maszyny produkowane w (zmiana końcówek skrzydeł) wariantach 15/18 m lub 18 m/otwarta. Aerodynamika szybowców wciąż rozwija się, przynosząc często (Mistrzostwa Świata w Szybownictwie 2012) zaskakujące przełomy.

### Klasa Światowa
W związku z ciągłym wyścigiem technologicznym (i związanymi wysokimi kosztami uczestnictwa) w kolejnych zawodach wysokiej rangi, w 1989 r. organizacja OSTIV ogłosiła konkurs na szybowiec, który miałby rozsądne osiągi, byłby łatwy w pilotażu i montażu, a jednocześnie bezpieczny dla początkujących pilotów. W 1993 r. zwycięzcą konkursu ogłoszono szybowiec PW-5 projektu Politechniki Warszawskiej. Celem przyświecającym konkursowi było stworzenie klasy zawodniczej, w której piloci startowaliby „wszyscy na tym samym, powszechnie dostępnym sprzęcie”.
Osiągi szybowca PW-5 to: doskonałość nie mniejsza niż 30, minimalne opadanie nie większe niż 0,75 m/s, prędkość przeciągnięcia poniżej 65 km/h, rozpiętość max. 15 m, montaż i demontaż przez dwie osoby. Cechy te umożliwiają (poza startami zawodniczymi) zdobywanie odznak szybowcowych, trening, oraz pierwsze samodzielne loty szkolne.
W 2014 odbyły się ostatnie zawody rangi mistrzostw świata w Klasie Światowej i nie jest ona już oficjalnie uznawana przez FAI. Od 2015 r. zastąpiona została niejako klasą 13,5m.

### Współczynniki
Dla umożliwienia wspólnych startów i w miarę sprawiedliwej konkurencji w tych samych zawodach szybowców o różnych (z powodu np. wieku lub założeń konstrukcyjnych) osiągach stosuje się niekiedy tzw. współczynniki. „Współczynnik” danego typu szybowca to liczba, przez którą się mnoży „surowy” wynik (pilota) szybowca w danej konkurencji. Powoduje to polepszenie pozycji pilotów używających „słabszych” szybowców, w teorii pozwalając im na równą walkę z posiadaczami lepszych maszyn. Oczywiście nie jest możliwe przy pomocy jednej liczby (współczynnika) określić rzetelnie relatywną wartość szybowca w stosunku do innych, ale przybliżenie jakie zapewniają współczynniki jest akceptowane do celów współzawodnictwa sportowego. FAI sankcjonuje zawody z użyciem współczynników w klasie Klub na szczeblu międzynarodowym (Mistrzostwa Europy i Świata). Krajowe organizacje lotnicze często organizują zawody z użyciem współczynników w innych klasach, co pozwala na szerokie uczestnictwo w tych zawodach pilotom różnych, często starszych i tańszych, maszyn.

## Szkolenie pilotów

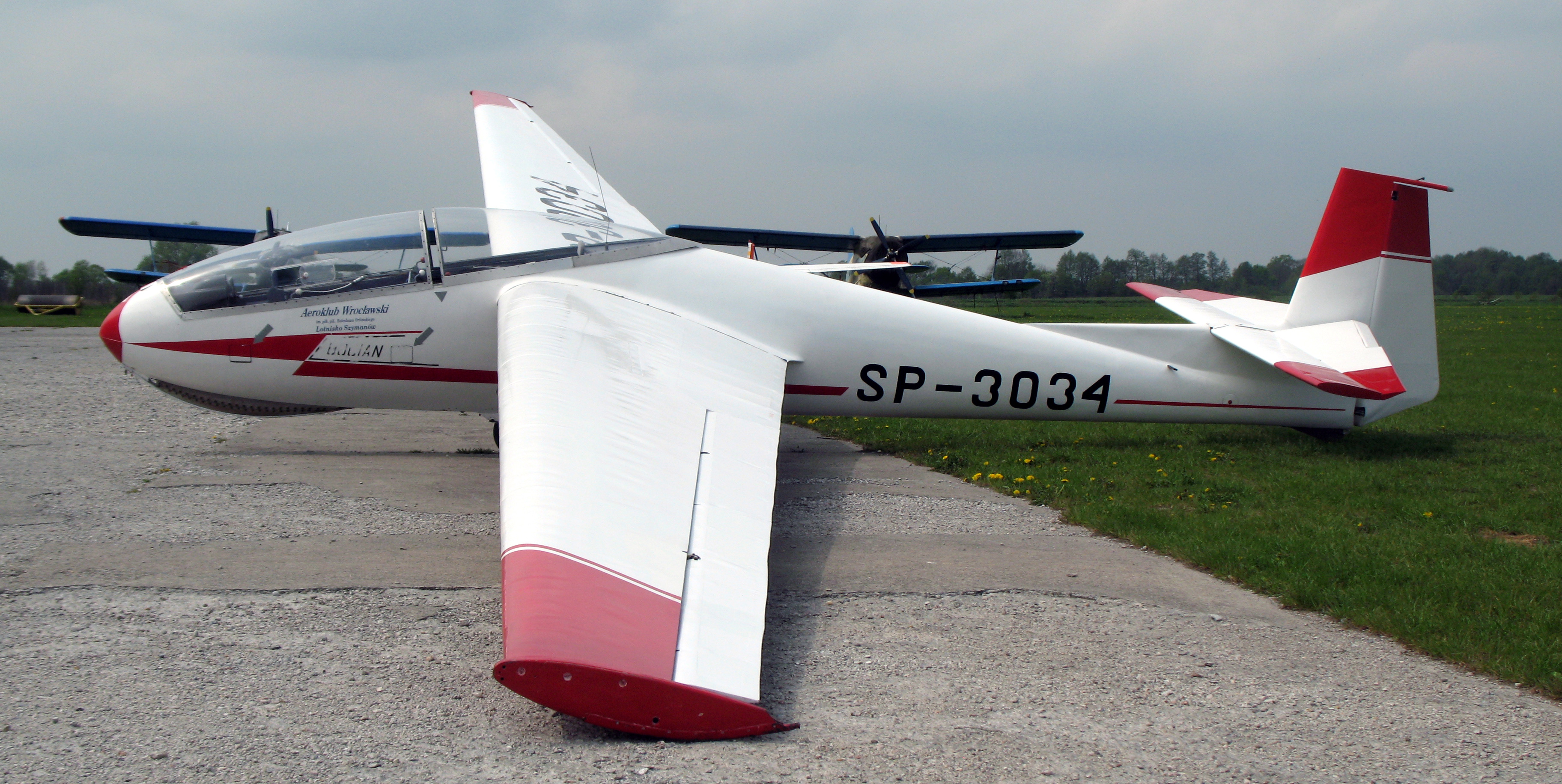
Szybowiec szkolny SZD-9 Bocian

Tradycyjnie (okres międzywojenny i wczesne lata powojenne) szkolenie odbywało się w prostych szybowcach jednomiejscowych, z uczniami wykonującymi najpierw króciutkie (kilkumetrowe) proste loty na małej wysokości, stopniowo zwiększając długość/wysokość lotu i wprowadzając zakręty. Loty te trwały początkowo kilka/kilkanaście sekund. Szkolenie tą metodą wymagało 6-8 tygodni, aby uczeń osiągnął poziom umiejętności pozwalający na samodzielny start na holu za samolotem i loty termiczne. Obecnie uczniów szkoli się na maszynach dwusterowych (każdy pilot ma komplet, mechanicznie połączonych z urządzeniami drugiego pilota, sterów, np. SZD-9 Bocian). Szybowiec jest holowany za samolotem (lub wyciągany wyciągarką) na relatywnie dużą wysokość (400 m), z uczniem prowadzącym szybowiec od samego początku szkolenia, wspomaganym/poprawianym w razie potrzeby przez siedzącego za nim instruktora. Lot taki trwa około 10 minut. Przy takim szkoleniu pierwsze w pełni samodzielne loty uczniowie wykonują już w 6-7 dniu szkolenia.

## Bezpieczeństwo
Na bezpieczeństwo w lataniu szybowcem, w porównaniu do podobnych wielkością samolotów silnikowych, ma wpływ kilka czynników. Brak silnika (istotny podzespół którego awaria jest groźna) i brak zależności od paliwa (relatywnie dużo jest wypadków samolotów spowodowanych nieoczekiwanym wyczerpaniem się zapasu paliwa) uważane są za czynnik podwyższający bezpieczeństwo. W razie wypadku szybowca nie istnieje ryzyko eksplozji paliwa. Szybowce są też konstruowane do bezpiecznego lądowania poza lotniskami (w tzw. „terenie przygodnym”, pod warunkiem rozsądnie równego podłoża jak np. pola uprawne), które to lądowania mogą być trudne i niebezpieczne dla samolotów. Z drugiej strony szybowce są używane o wiele częściej w zawodach sportowych, z naturalnie większym ryzykiem (zderzenia, ryzykowne decyzje podejmowane w celu uzyskania przewagi we współzawodnictwie).
Dla wyeliminowania/zredukowania zderzeń zaczęto używać urządzeń FLARM wykrywających i ostrzegających o możliwości kolizji.
Tradycyjnie piloci szybowcowi przechodzili stałe i intensywne szkolenie praktyczne w postępowaniu w sytuacjach niebezpiecznych. Celowość niektórych elementów tego szkolenia (wyprowadzanie z korkociągu) jest w tej chwili dyskutowana – np. w USA uważa się, że ryzyko wypadków w czasie tych szkoleń jest wyższe niż wynikające z nich korzyści (mniej ofiar w wypadkach na skutek umiejętności pilotów radzenia sobie w anormalnych sytuacjach). W Polsce szkolenia takie, łącznie z ćwiczeniem wyprowadzania z korkociągów, są częścią obowiązkowego przygotowania pilotów.
Piloci szybowcowi tradycyjnie wyposażeni są w spadochrony (co nie jest regułą w samolotach) co daje więcej opcji postępowania pilotowi w wielu sytuacjach niebezpiecznych (awarie sprzętu, gwałtowne pogorszenie warunków atmosferycznych).

### Lądowanie w terenie przygodnym

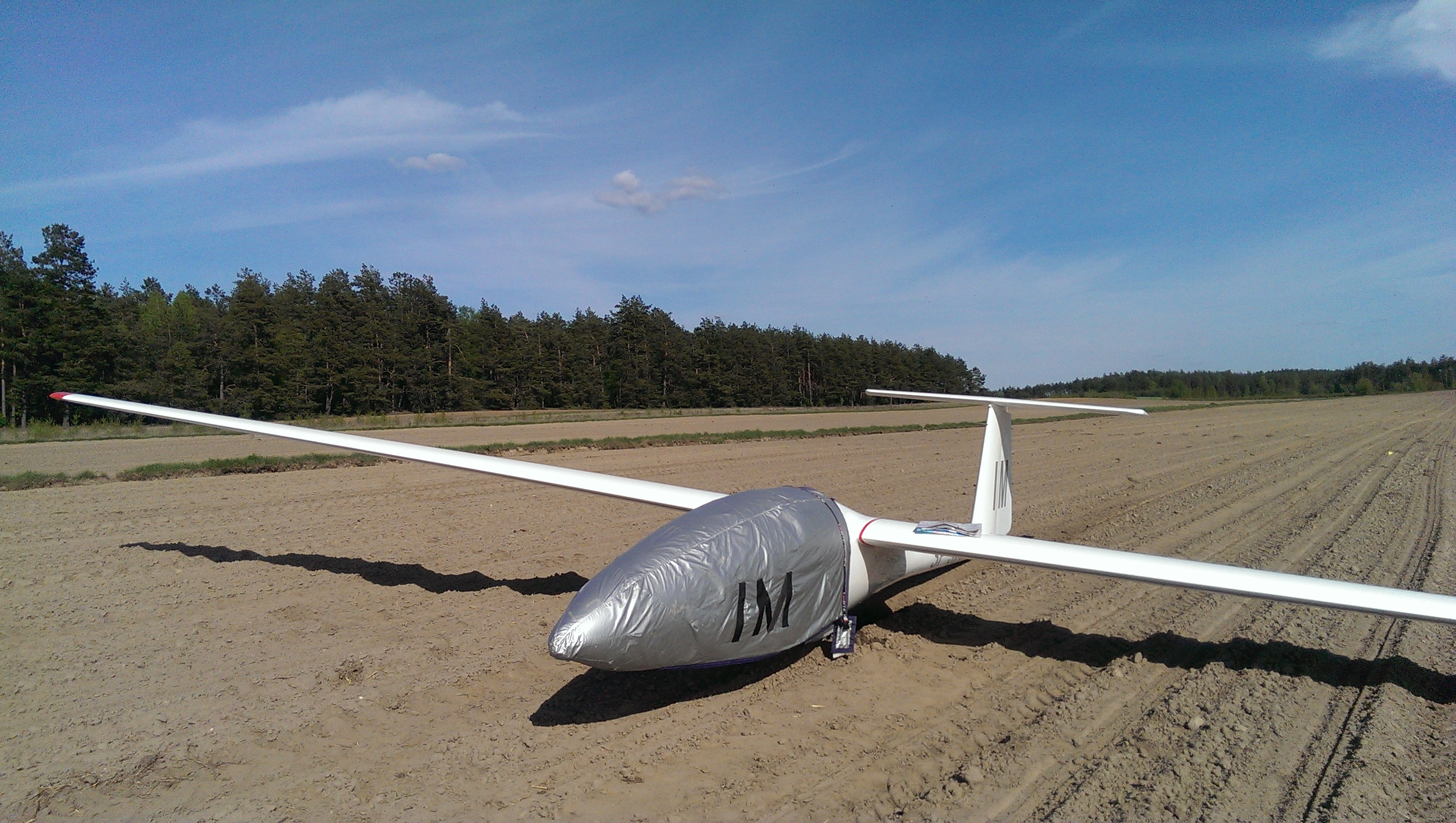
Szybowiec Jantar Standard 3 po lądowaniu w terenie przygodnym.

W szybownictwie, podczas wykonywania przelotów szybowcowych regularnie bierze się pod uwagę możliwość lądowania poza lotniskiem na skutek niemożności znalezienia noszeń termicznych przy jednoczesnym braku zasięgu do lotniska. W związku z tym, lądowanie szybowca na zwykłym polu lub łące do kategorii lądowań awaryjnych na ogół nie jest zaliczane.
Jako że obecne przepisy lotnicze generalnie nie pozwalają na start statku powietrznego z terenu niebędącego lotniskiem lub lądowiskiem, szybowiec po takim lądowaniu jest rozmontowywany i przewożony transportem naziemnym. W przeszłości, w przypadku gdy pole, na którym wylądował szybowiec się do tego nadawało, normalną praktyką był przylot samolotu holującego i start zespołu z terenu przygodnego.
Podobnie piloci lekkich samolotów i śmigłowców (np. sanitarnych i ratowniczych) rutynowo lądują w przygodnych, doraźnie wybranych miejscach.

## Historia

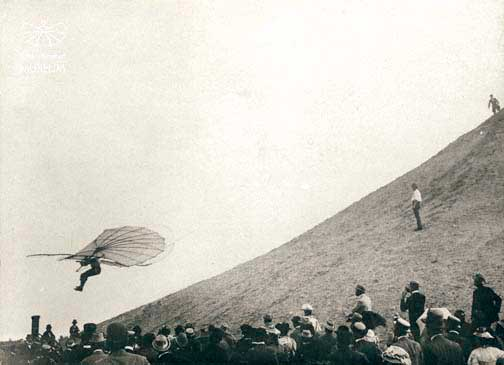
Otto Lilienthal, lot czerwiec 1895

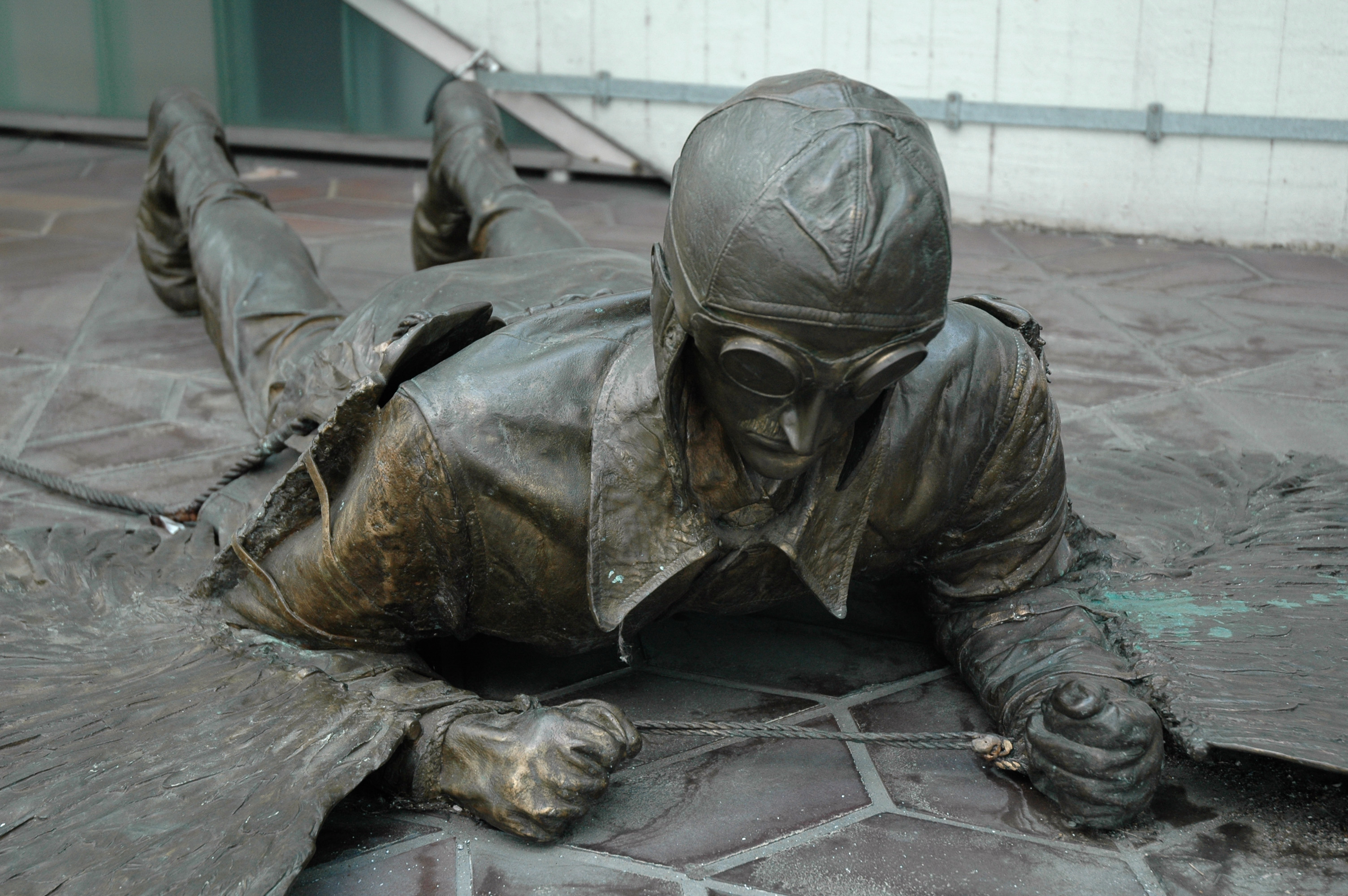
Otto Lilienthal, rzeźba

Pionierem szybownictwa był Otto Lilienthal (1848-1896), który projektował różne modele maszyn latających bez napędu, przypominające dzisiejsze lotnie. Na własnych konstrukcjach wykonał ponad 2 tysiące krótkich ślizgów. Zginął w wyniku obrażeń doznanych podczas jednego z nich. Osiągnięcia Otto Lilienthala były fundamentalne dla rozwoju lotnictwa, nie tylko szybownictwa, pomimo że nie osiągnął on etapu lotu z napędem – co udało się dopiero braciom Wright. Bracia Wright przed pierwszym zakończonym sukcesem lotem z napędem wykonali i oblatali szereg szybowców (bazując m.in. na publikacjach Lilienthala), ustalając w toku tych eksperymentów główne zasady konstrukcji szybowców i samolotów jak je znamy dzisiaj.
W Polsce pierwsze szybowce konstruował Czesław Tański, ceniony za popularyzację lotnictwa w Polsce (1862-1942). Od 1893 zajmował się on budową udanych modeli latających o napędzie gumowym. Pod wpływem wiadomości o próbach z szybowcem Otto Lilienthala, w 1895 zbudował własną konstrukcję o 7 metrach kwadratowych powierzchni skrzydeł oraz masie 18 kilogramów, który nazywał „Lotnią”. W czerwcu 1896 roku w miejscowości Wygoda koło Janowa Podlaskiego dokonał na nim kilku skoków długości 20-40 metrów początkowo startując pod wiatr z rusztowania o wysokości kilku metrów, a następnie biegnąc z „Lotnią” pod wiatr. Były to pierwsze w Polsce loty szybowcowe.

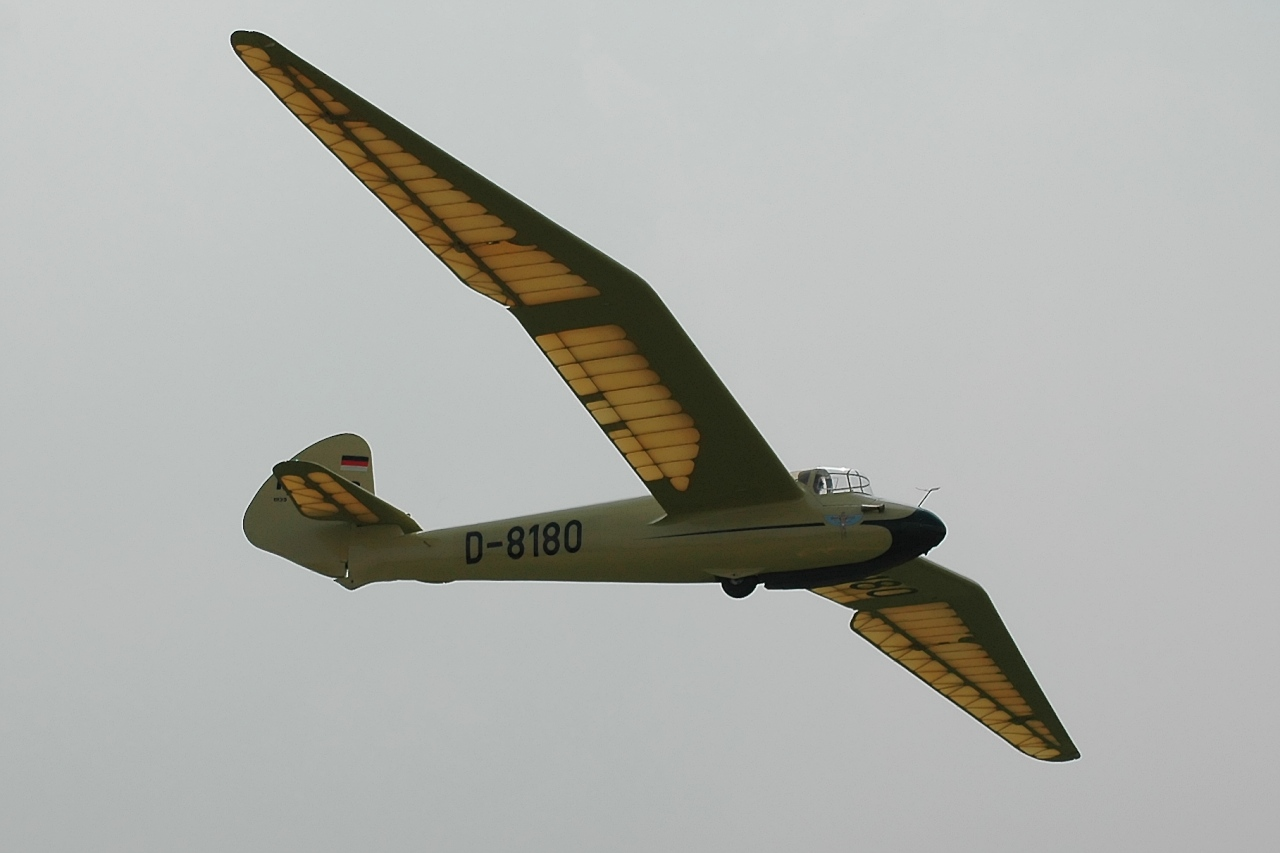
Schempp-Hirth Gö-3, 1935

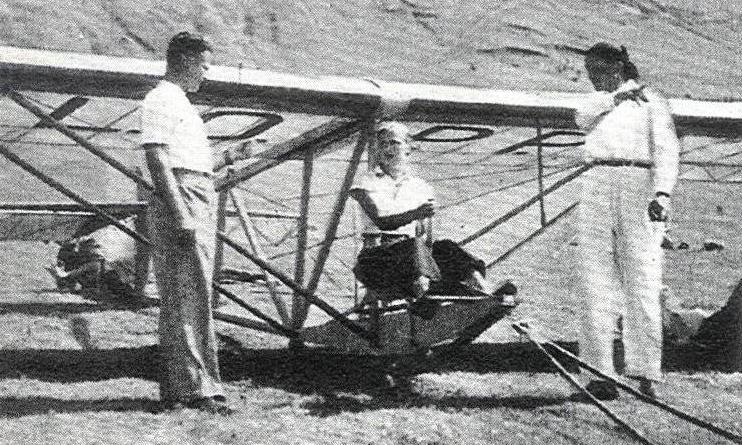
Szkolenie podstawowe w szkole szybowcowej Sokola Góra, 1937 (prawdopodobnie szybowiec WWS-2 Żaba)

W okresie międzywojennym bardzo silnym ośrodkiem rozwoju szybownictwa były Niemcy. Ze względu na ograniczenia (Traktat wersalski) rozwoju lotnictwa wojskowego oraz kryzys ekonomiczny, w Niemczech spontanicznie rozwijano szybownictwo, gdyż pozwalało ono tanio i bez konfliktu z postanowieniami traktatowymi szkolić pilotów. Sport ten i związana z nim konstrukcja szybowców była też intensywnie rozwijana w innych krajach (Związek Radziecki, Polska). W Polsce szybowce (seria SG, Mewa, Czajka, Wrona, Komar, Orlik, Sokół, konstruktorzy Szczepan Grzeszczyk i Antoni Kocjan) konstruowano i eksportowano z warsztatów w Białej Podlaskiej, Bielsku, Lwowie i Warszawie. Doskonałość szybowców rosła do około 26 (Orlik).

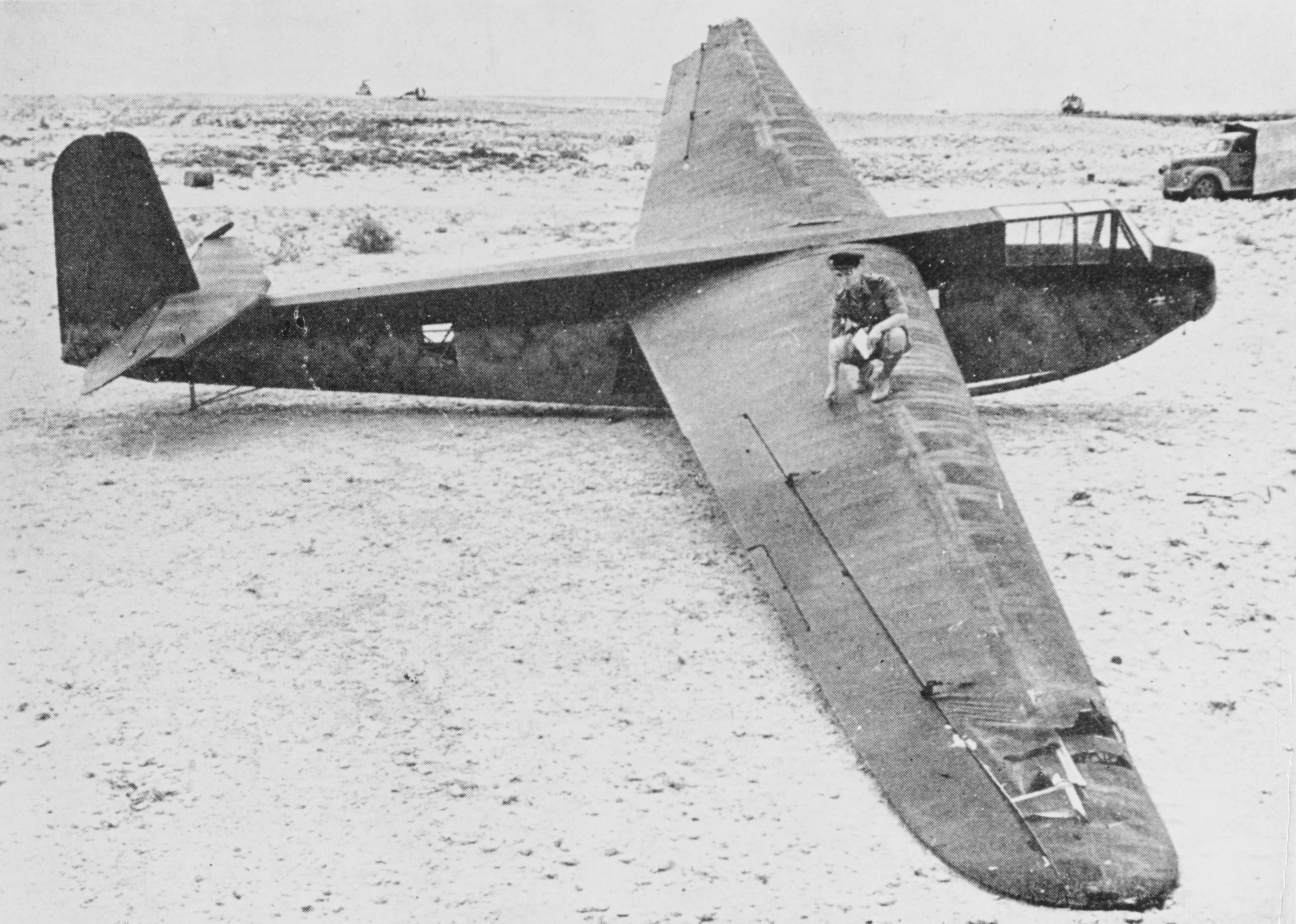
Niemiecki szybowiec transportowy DFS 230

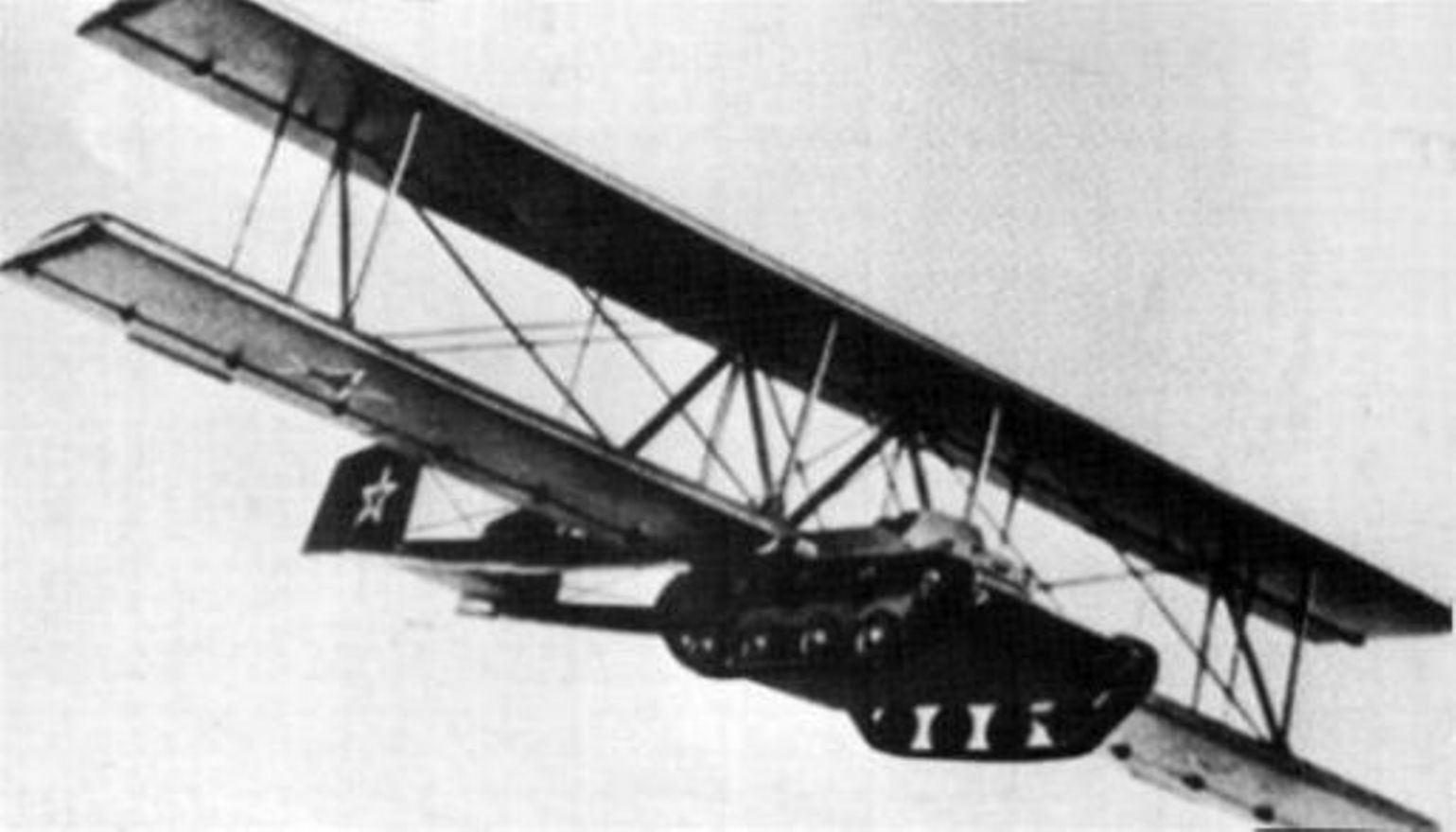
Antonov A-40 Krylya Tanka, 1942

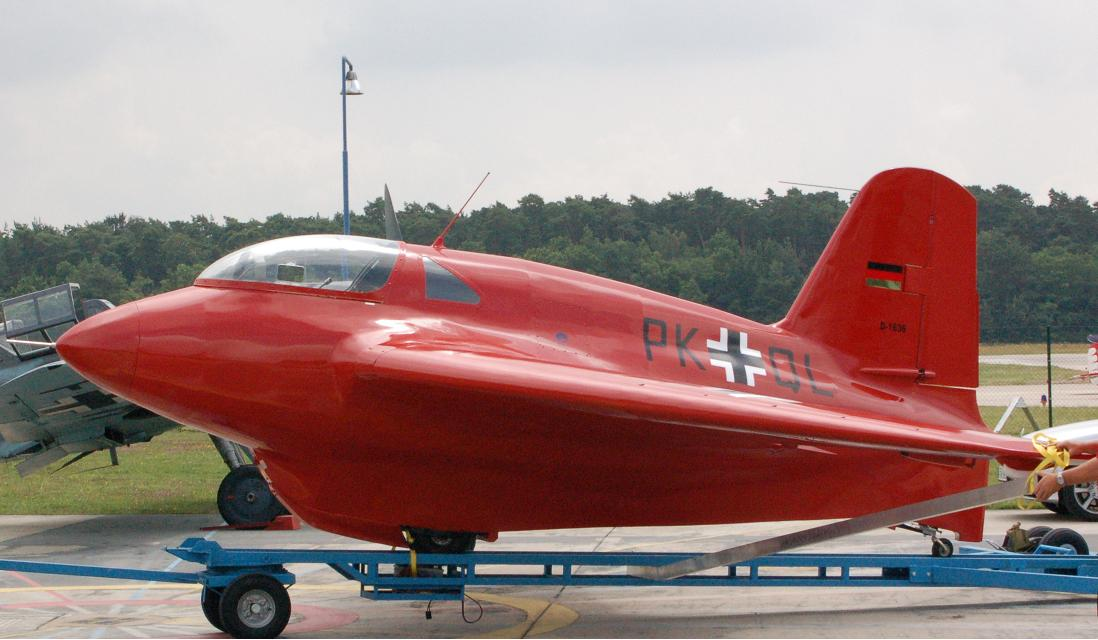
Współczesna reprodukcja Me163 użytkowana jako szybowiec

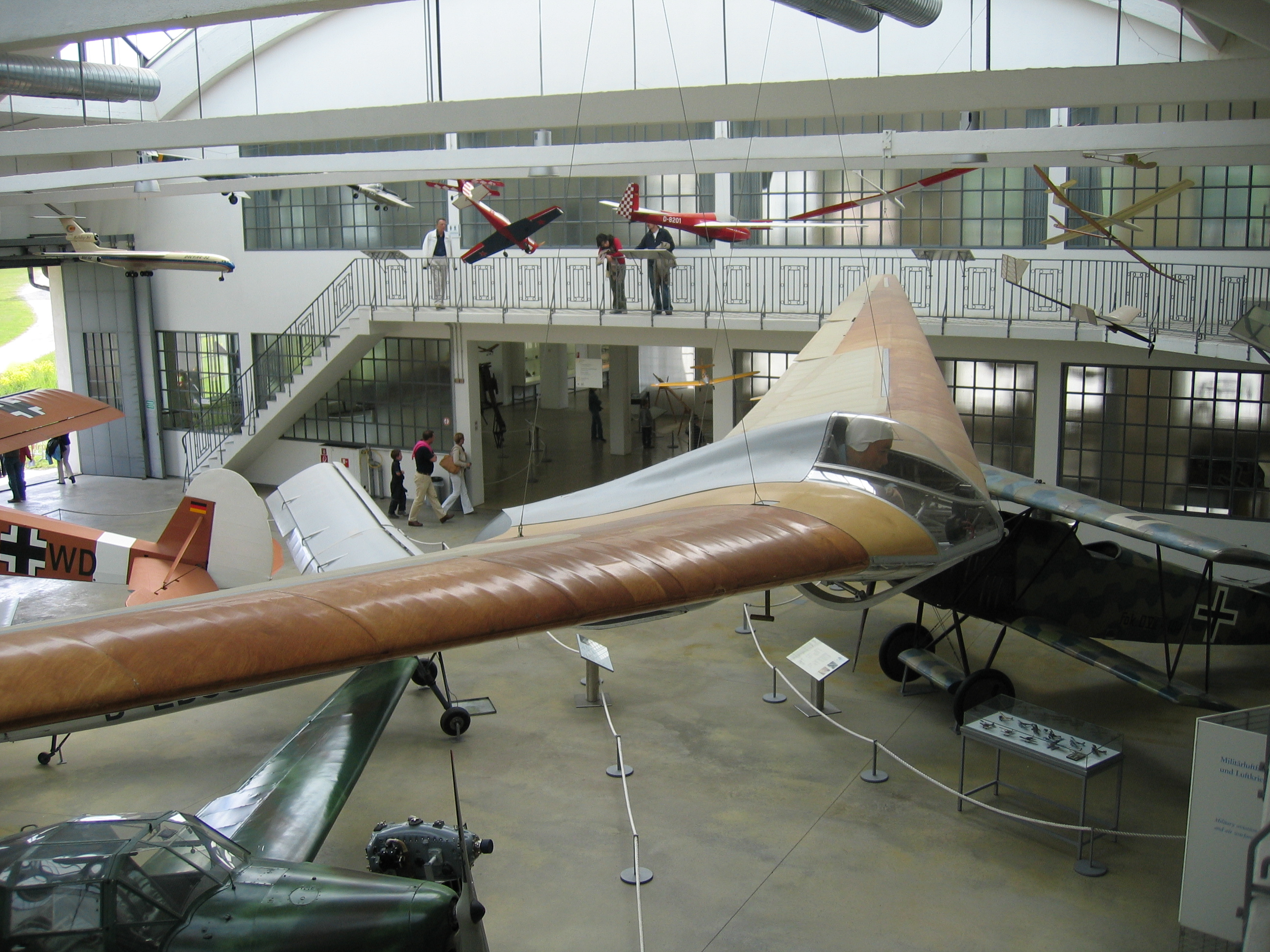
Szybowiec Horten Ho IV, rok 1941

Horten Ho 229, rok 1945

Szybowce nie były wyłącznie widziane jako maszyny do uprawiania sportu. W okresie II wojny światowej bardzo istotne dla wojska były szybowce transportowe (kluczowe dla zdobycia fortów belgijskich w kampanii francuskiej 1940 i używane na szeroką skalę w wielu operacjach II wojny światowej). W Związku Radzieckim eksperymentowano z użyciem szybowców do transportu i desantu czołgów (projekt Krylia Tanka). Pionierska konstrukcja Me 163 (rakietowy myśliwiec) była także szybowcem – część swojej misji wykonywał w locie ślizgowym, po wyczerpaniu paliwa. Maszyna ta lądowała na płozie – tak samo jak inne szybowce tego okresu. Także uznawane za przełomowe konstrukcje myśliwsko-bombowe braci Horten (Horten Ho 229 – latające skrzydło) były wzorowane na ich konstrukcjach szybowcowych z lat 30.
W latach powojennych eksperymentowano (SZD-6 Nietoperz, SZD-20 Wampir 2) z szybowcami bezogonowymi i w układzie latającego skrzydła, ale praktycznie wszystkie seryjne konstrukcje od tego czasu miały już tradycyjny układ, z wyjątkiem eksperymentów z usterzeniem motylkowym.

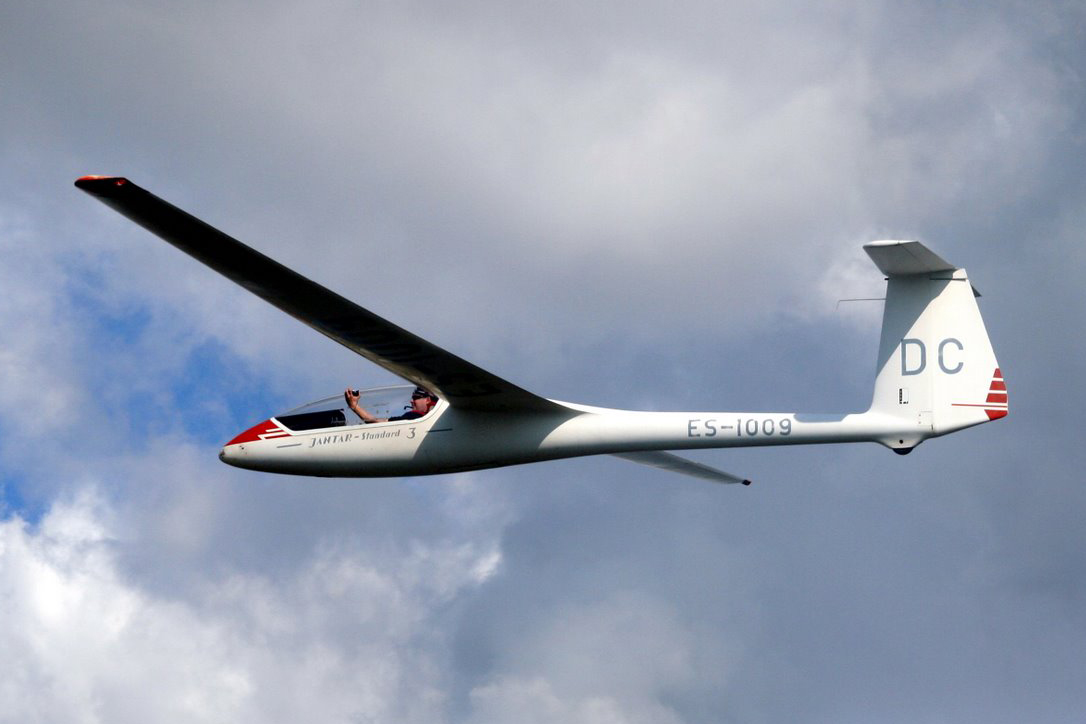
SZD-48-3 Jantar Standard 3, 1982

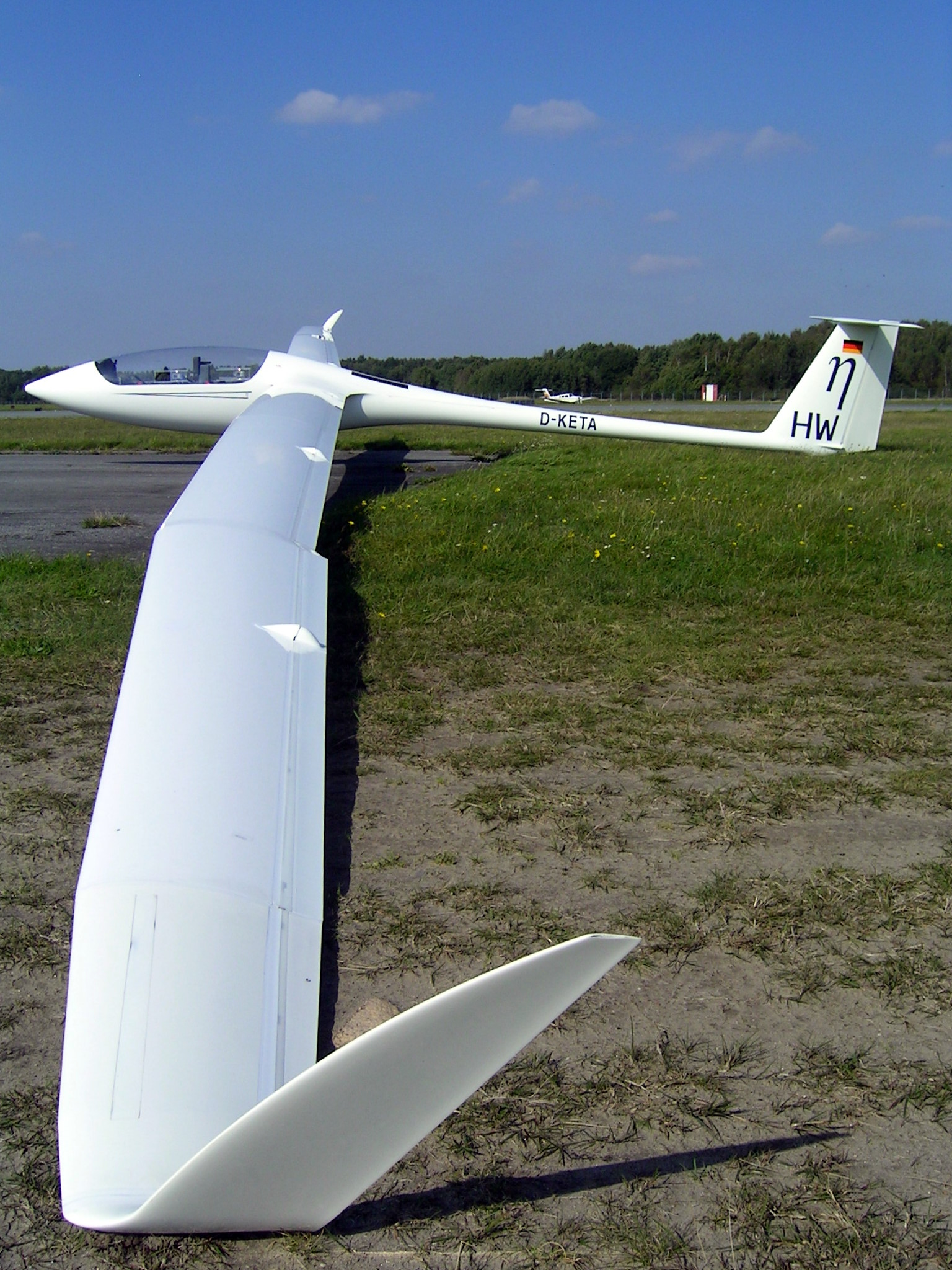
Eta, rok 2000, najdoskonalszy szybowiec w historii

Do około połowy lat 60. w konstrukcji używano głównie drewna (i płótna). Szybowce te miały doskonałość do rzędu 43 (Zefir-3, 1965). Podejmowano też konstrukcje metalowe, cenione m.in. ze względu na możliwość przechowywania na otwartym powietrzu. Od lat 60. konstrukcje laminatowe (włókna szklane, obecnie także włókna węglowe i aramidowe) zrewolucjonizowały budowę szybowców, pozwalając na przekroczenie rozpiętością skrzydeł 30 m (Eta) przy utrzymaniu niskiego ciężaru statku. Równolegle rozwój aerodynamiki, wspierany komputerową techniką modelowania, umożliwił osiąganie bardzo niskich oporów (m.in. przez radykalne zmniejszanie obszarów turbulentnego opływu) przy praktycznych użytkowych prędkościach przekraczających 200 km/h. Dla osiągnięcia minimalnego oporu konstruktorzy zmniejszają średnicę kadłuba do granic wymagających niekonwencjonalnych układów sterowania (ang. sidestick) w szybowcu SZD-56 Diana. O ile tradycyjnie o wartości szybowca decydowała jego doskonałość, to w chwili obecnej – przy bardzo wysokich doskonałościach nowych konstrukcji – wydaje się, że decydujące znaczenie w zawodach ma zachowanie przy dużych prędkościach i „łatwość pilotażu”. Rok 2012 (Mistrzostwa Świata w Szybownictwie 2012) przyniósł niespodzianki w relatywnych wartościach nowych konstrukcji, które jeszcze nie są powszechnie zrozumiane.
O ile rewolucja technologiczna drastycznie podniosła cenę nowych szybowców, to koszt uprawiania sportu dla przeciętnych użytkowników pozostał w przybliżeniu niezmieniony dzięki bardzo dużej trwałości tych maszyn, zapewniającej powszechną dostępność starszych modeli.

## Odznaki

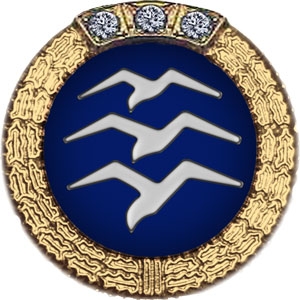
Złota odznaka szybowcowa z trzema diamentami

Najwyższym honorem jest przyznanie medalu Lilienthala za wybitne osiągnięcia w szybownictwie. Pierwszym pilotem na świecie, który go otrzymał, był Tadeusz Góra (1918–2010) za przelot otwarty 577,8 km. Inne wyróżnienia to:
- Odznaka Szybowcowa
- Medal Pelagii Majewskiej
- Medal Tańskiego

## Literatura
- Pytania i odpowiedzi o szybownicwie
- Przyrządy pokladowe Radoslaw Górzeński 2003; nakolannik.pl
- „Zasady Pilotażu Szybowcowego”, Andrzej Pazio, Kielce 1994, Aeroklub Polski
- „Meteorologia dla potrzeb szybownictwa”, Marcin T. Schmidt, WKiŁ, Warszawa 1982
- „Polskie szybowce 1945-2011. Problemy rozwoju”, praca zbiorowa pod redakcją Andrzeja Glassa i Tomasza Murawskiego, SCG 2012, ISBN 978-83-932826-0-9.
- Historia lotnictwa Materiały szkoleniowe Aeroklubu Warszawskiego
- „The Evolution of U.S. Contest Soaring” (ang.), John H. Cochrane, Ralph S. Barnaby Lecture, 2 października 2010, na zaproszenie Amerykańskiego Muzeum Szybownictwa
- Sebastian Kawa, „O zawodach szybowcowych
- Malcolm Morgan: History of Gliding. [w:] Strona internetowa CUGC [on-line]. Cambridge University Gliding Club, 2012-07-04. [dostęp 2016-10-04]. (ang.).
- Glider Flying Handbook; US Department of Transportation, Federal Aviation Administration, 2003